# 黑麦草花叶病毒属
黑麦草花叶病毒属（学名：Rymovirus ）是马铃薯Y病毒科下的一个属。

## 下属物种
本属包括以下物种：
- 冰草屬花葉病毒 Agropyron mosaic virus
- 大麥屬花葉病毒 Hordeum mosaic virus
- 黑麥草花葉病毒 Ryegrass mosaic virus